# Critics’ Choice Super Award/Bester Schauspieler in einem Actionfilm

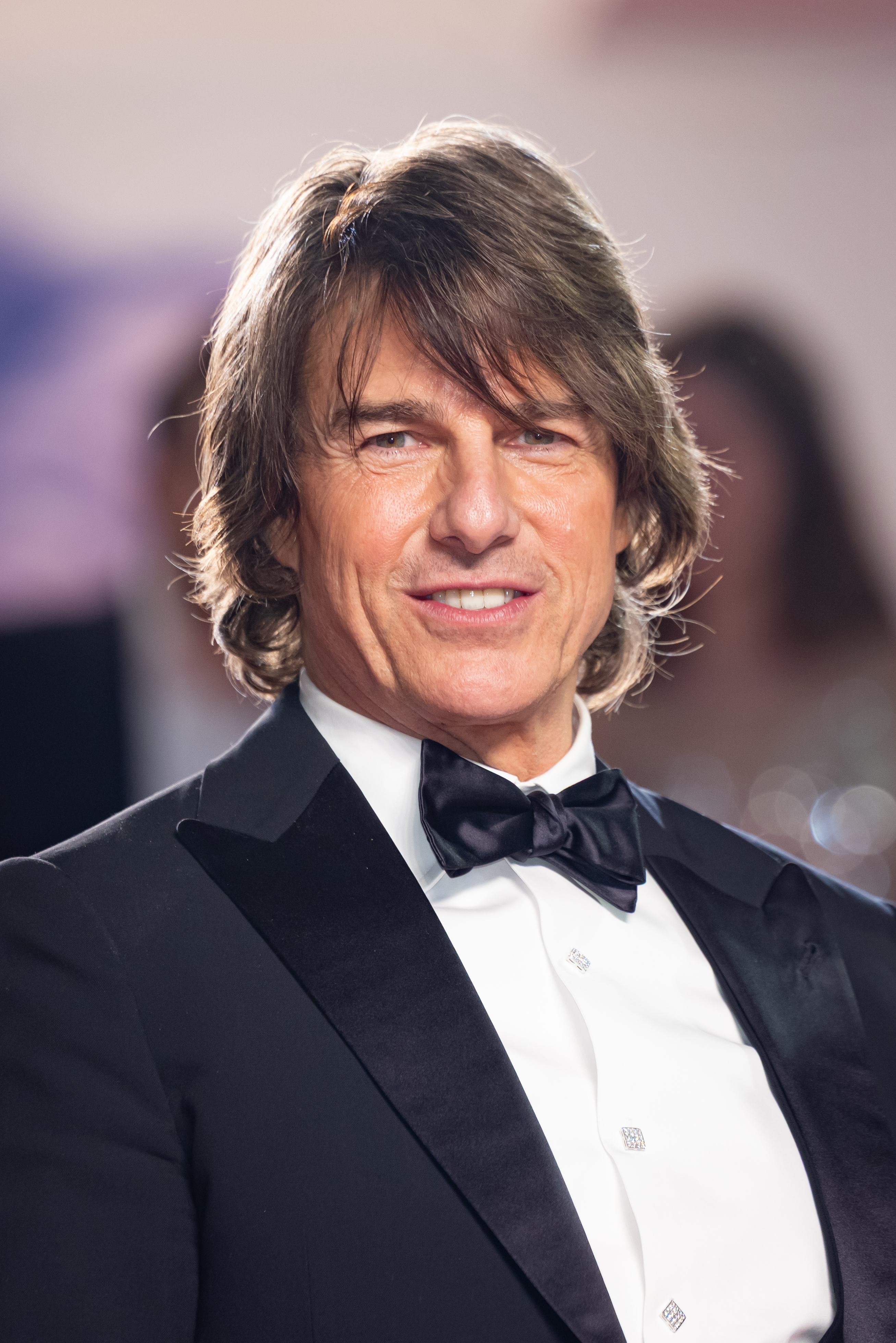
Preisträger 2025: Tom Cruise (Mission: Impossible – The Final Reckoning)

Der Critics’ Choice Super Award in der Kategorie Bester Schauspieler in einem Actionfilm (Originalbezeichnung: Best Actor in an Action Movie) ist eine der Auszeichnungen, die jährlich in den Vereinigten Staaten von der Critics Choice Association (CCA) verliehen werden. Mit ihr werden die Schauspieler der besten Actionfilme des vergangenen Jahres geehrt. Die Kategorie wurde 2021 ins Leben gerufen.

## Statistik
Die Kategorie Bester Schauspieler in einem Actionfilm wurde zur ersten Verleihung im Januar 2021 geschaffen. Seitdem wurden an drei verschiedene Schauspieler eine Gesamtanzahl von fünf Preisen in dieser Kategorie verliehen. Der erste Preisträger war Delroy Lindo, der 2021 für seine Rolle als Paul in Spike Lees Da 5 Bloods ausgezeichnet wurde. Der bisher letzte Preisträger war Tom Cruise, der 2025 für seine Rolle als Ethan Hunt in Christopher McQuarries Mission: Impossible – The Final Reckoning geehrt wurde.
| Statistik                          | Schauspieler    | Anzahl | Jahre               |
| ---------------------------------- | --------------- | ------ | ------------------- |
| Häufigste Auszeichnung             | Tom Cruise      | 3      | 2023, 2024, 2025    |
| Häufigste Nominierungen (* = Sieg) | Tom Cruise      | 3      | 2023*, 2024*, 2025* |
| Häufigste Nominierungen ohne Sieg  | Chris Hemsworth | 2      | 2021, 2024          |

## Gewinner und Nominierte
Die unten aufgeführten Filme werden mit ihrem deutschen Verleihtitel (sofern ermittelbar) angegeben, danach folgt in Klammern in kursiver Schrift der fremdsprachige Originaltitel. Die Nennung des Originaltitels entfällt, wenn deutscher und fremdsprachiger Filmtitel identisch sind. Die Gewinner stehen hervorgehoben in fetter Schrift an erster Stelle.
2021
Delroy Lindo – Da 5 Bloods
Tom Hanks – Greyhound – Schlacht im Atlantik (Greyhound)
Chris Hemsworth – Tyler Rake: Extraction (Extraction)
Caleb Landry Jones – The Outpost – Überleben ist alles (The Outpost)
Will Smith – Bad Boys for Life
John David Washington – Tenet
2022
Daniel Craig – Keine Zeit zu sterben (No Time to Die)
Dwayne Johnson – Jungle Cruise
Jonathan Majors – The Harder They Fall
Mads Mikkelsen – Helden der Wahrscheinlichkeit (Retfærdighedens ryttere)
Liam Neeson – The Ice Road
Bob Odenkirk – Nobody
2023
Tom Cruise – Top Gun: Maverick
Nicolas Cage – Massive Talent (The Unbearable Weight of Massive Talent)
Ram Charan – RRR
Brad Pitt – Bullet Train
N. T. Rama Rao Jr. – RRR
2024
Tom Cruise – Mission: Impossible – Dead Reckoning
Chris Hemsworth – Tyler Rake: Extraction 2 (Extraction 2)
Keanu Reeves – John Wick: Kapitel 4 (John Wick: Chapter 4)
Denzel Washington – The Equalizer 3 – The Final Chapter (The Equalizer 3)
Donnie Yen – John Wick: Kapitel 4 (John Wick: Chapter 4)
2025
Tom Cruise – Mission: Impossible – The Final Reckoning
Taron Egerton – Carry-On
Ryan Gosling – The Fall Guy
Dev Patel – Monkey Man
Aaron Pierre – Rebel Ridge
Jack Quaid – Mr. No Pain (Novocaine)